# V. N. Janaki
Pour les articles homonymes, voir Ramachandran et Janaki.
Janaki Ramachandran, communément connue sous le nom V. N. Janaki, née à Vaikom (en) (Kerala) le 30 novembre 1923 et morte à Chennai (Tamil Nadu) le 19 mai 1996, est une actrice et femme politique indienne tamoule.

## Biographie
Vaïkom Narayani Janaki naît à Vaikom, dans l'État du Kerala, de Rajagopal Iyer et Narayani Amma. Son oncle paternel est Papanasam Sivan.
V. N. Janaki est une actrice à succès qui a joué dans plus de 25 films dont Mohini, Raja Mukthi (en), Velaikaari (en), Aayiram Thalai Vaangiya Aboorva Chintamani, Devaki et Marudhanaattu Ilavarasi (en).
Elle épouse l'acteur M. G. Ramachandran (MGR) aux côtés duquel elle a joué dans de nombreux films et qui devient ministre en chef du Tamil Nadu.
Lorsque M. G. Ramachandran meurt en 1987, elle lui succède et est la première femme ministre en chef du Tamil Nadu. Elle meurt en mai 1996 d'une crise cardiaque.

## Filmographie partielle
- Raja Mukthi (en)
- Velaikkaari (en)
- Marudhanaattu Ilavarasi (en)